# Domenico Maria Novara da Ferrara
Domenico Maria Novara da Ferrara (1454-1504) là nhà thiên văn học và là giáo sư tại Đại học Bologna trong 21 năm. Ông còn là một nhà chiêm tinh.
Sau khi qua đời, ông trở nên nổi tiếng nhờ từng là thầy giáo của Nicolaus Copernicus. Ban đầu Copernicus là học trò của Novara và sau đó trở thành cộng sự của ông. Novara tuyên bố ông từng là học trò của nhà thiên văn học nổi tiếng Regiomontanus, người từng theo học Georg Purbach.
Phần lớn các tác phẩm của Novara đều đã thất lạc, trừ một số niên lịch chiêm tinh mà ông viết cho trường đại học. Tuy nhiên, trong tác phẩm Về chuyển động quay của các thiên thể (De revolutionibus orbium coelestium) của Copernicus (xuất bản năm 1543, rất lâu sau khi Novaro qua đời) có viết vào ngày 9 tháng 3 năm 1497 Novara đã chứng kiến Copernicus tiến hành những quan sát đầu tiên. Novara tin rằng những phát hiện của ông sẽ làm lung lay hệ thống địa tâm của Ptolemy